# Leptaleocera banksi
Leptaleocera banksi är en insektsart som först beskrevs av Frederick Arthur Godfrey Muir 1917.  Leptaleocera banksi ingår i släktet Leptaleocera och familjen Derbidae. Inga underarter finns listade i Catalogue of Life.